# BQ (entreprise)
Pour les articles homonymes, voir BQ.
BQ est une marque productrice d'électronique grand public née en 2010 en Espagne, et disparue en 2021. 
Elle appartient au Groupe Mundo Reader S.L. L'entreprise ne fabrique plus de téléphones.

## Histoire
En 2008, ils créent, avec Antonio Quirósu PDG de Luarna, le Groupe Mundo Reader S.L. Le Groupe commercialise différents produits sous la marque booq en commençant par des liseuses puis des tablettes. En outre, il fabrique les premières liseuses de Movistar et les liseuses et tablettes de Fnac Espagne. 
BQ commercialise ses premiers produits en 2013. En 2014, BQ commence à s'internationaliser en ouvrant des bureaux en Allemagne et en France,.

## Produits commercialisés

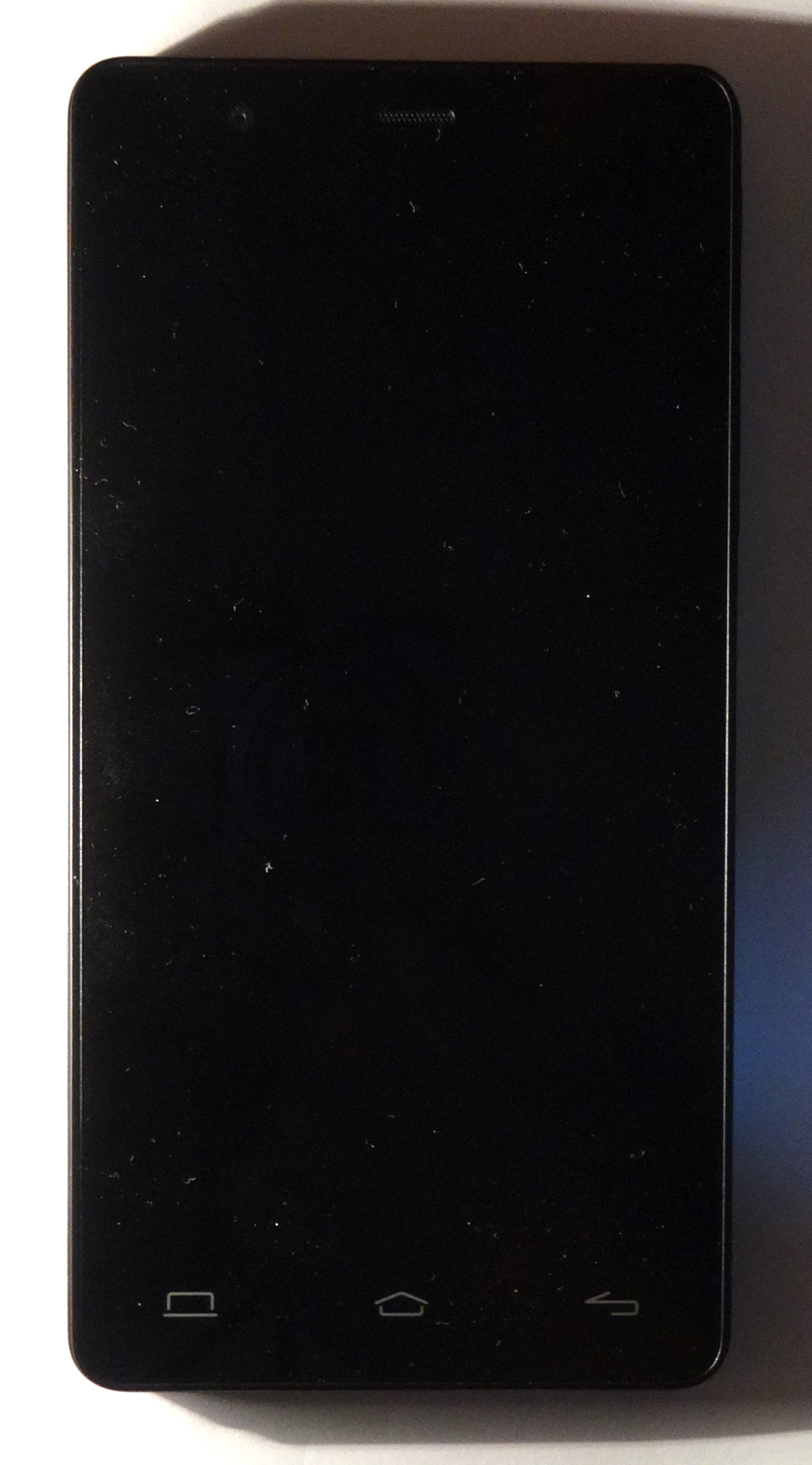
Le smartphone Aquaris E5 de BQ, fonctionnant sous Android 4.

En 2013, sont lancés les premiers smartphones de BQ, la gamme Aquaris. La gamme Aquaris E est composée de plusieurs modèles sous Android. 
En 2015, la société lance le premier smartphone au monde avec le système d’exploitation Ubuntu Touch préinstallé : l’Aquaris E4.5 Ubuntu Edition.
BQ commercialise deux gammes de tablettes : Edison et Aquaris.

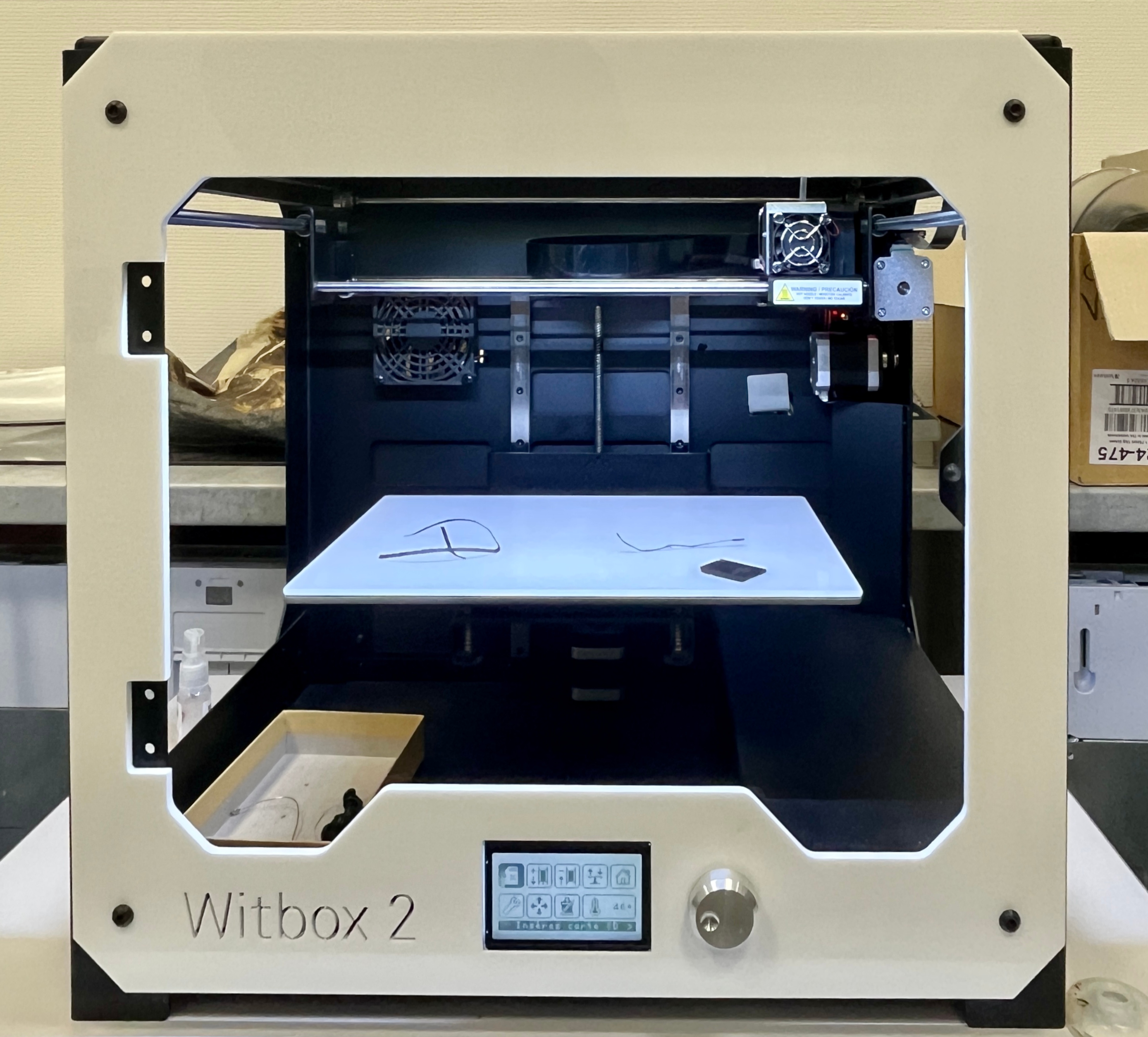
BQ's Witbox 2 FDM-3D printer

En 2013, la société se lance dans les imprimantes 3D en mettant sur le marché la Witbox à usage domestique. Elle peut être utilisée avec un logiciel Open source. En 2015, BQ lance Ciclop, un kit de scanner tridimensionnel à monter soi-même, et le premier Scanner tridimensionnel Open source et Open hardware. 
Les robots de BQ combinent des pièces imprimées en 3D et des composants électroniques dont une carte contrôleur basée sur Arduino. Ils peuvent être contrôlés par Bluetooth.